# Thoris eburifera
Thoris eburifera là một loài bọ cánh cứng trong họ Cerambycidae.